# 8e régiment de chevau-légers lanciers
Le 8e régiment de chevau-légers lanciers est une unité de cavalerie française issue de la Légion de la Vistule.

## Création et différentes dénominations
- Le 7 février 1811 est créé un deuxième régiment de lanciers au sein de la Légion de la Vistule.
- Lors de la réforme de 1811, le régiment de cavalerie de la Légion de la Vistule est versé dans la cavalerie française, et prend le nom de 8e régiment de chevau-légers lanciers[1].

## Chefs de corps
- 1811-1814 : Andrzej Tomasz Łubieński

## Historique

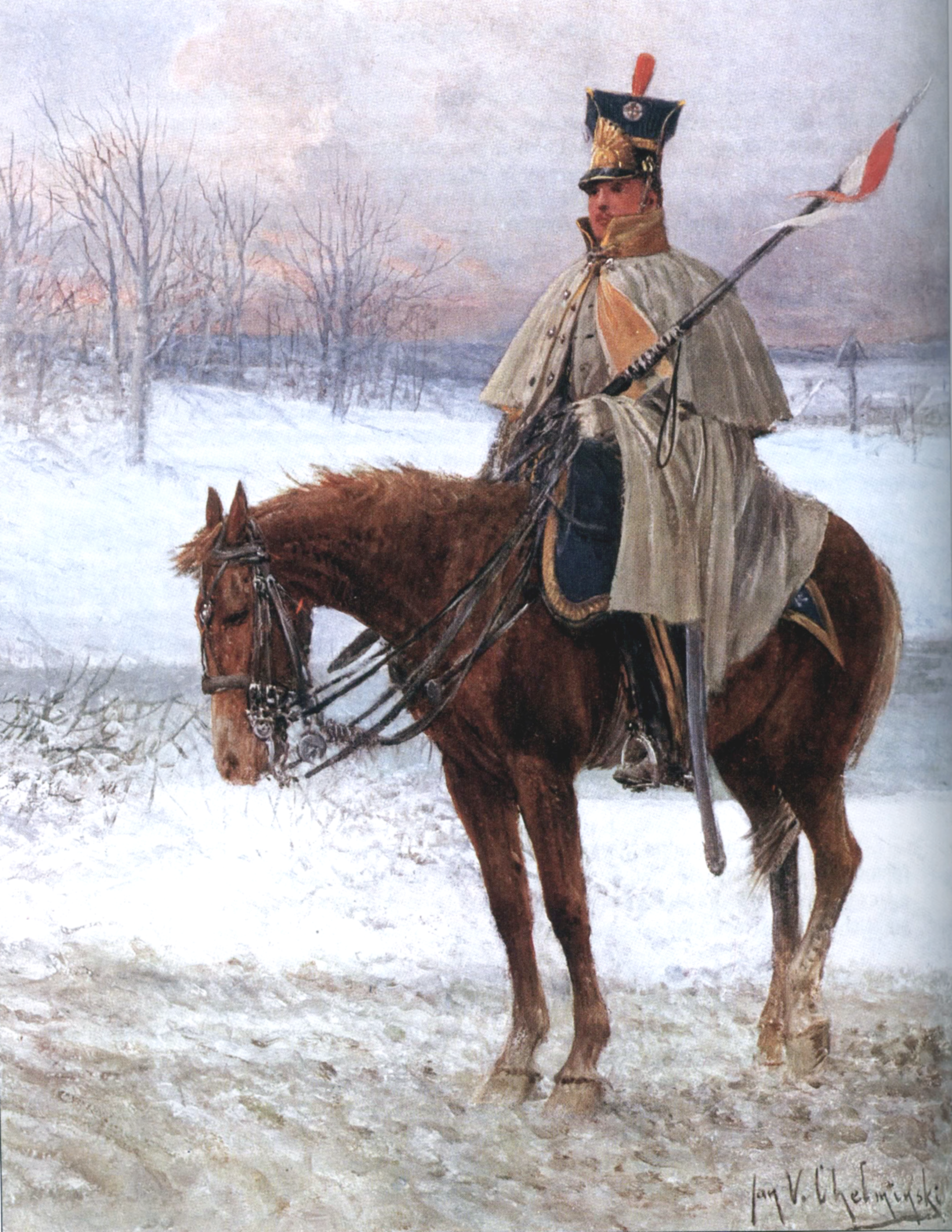
Tenue d'hiver du 8e chevau-légers lanciers.

Affecté au corps d'observation de l'Elbe et au 2e corps de cavalerie de réserve de la Grande Armée, le régiment participe à la campagne de campagne de Russie et est engagé aux batailles de Polotsk et de la Bérézina.
En 1813, affecté au 2e corps de cavalerie de la Grande Armée et à la 1re division de cavalerie il est en Allemagne où il est engagé aux batailles de Lutzen, Bautzen, Dresde et Leipzig.
Écrasé lors de la bataille de Leipzig, le régiment est réorganisé, à Sedan, avec d'autres débris puis amalgamé, en janvier 1814, dans le 7e régiment de chevau-légers lanciers. Lors de la campagne de France, le 14 février 1814 il est engagé dans la bataille de Vauchamps